# Алоха (Орегон)
Алоха (енгл. Aloha) насељено је место без административног статуса у америчкој савезној држави Орегон.

## Демографија
По попису из 2010. године број становника је 49.425, што је 7.684 (18,4%) становника више него 2000. године.
| Група             | 2000.          | 2010.          |
| Белци             | 31.019 (74,3%) | 31.007 (62,7%) |
| Афроамериканци    | 563 (1,3%)     | 1.270 (2,6%)   |
| Азијати           | 3.208 (7,7%)   | 4.407 (8,9%)   |
| Хиспаноамериканци | 5.396 (12,9%)  | 10.443 (21,1%) |
| Укупно            | 41.741         | 49.425         |